# Falagountou
Falagountou è un dipartimento del Burkina Faso classificato come comune, situato nella provincia di Séno, facente parte della Regione del Sahel.
Il dipartimento si compone del capoluogo e di altri 12 villaggi: Belgou, Ekeou, Fetobarabe, Gomo, Goulgountou, Gourara, Haïni, Kargono, Sella, Wiboria, Zargaloutan e Zeydrabe.